# ألبرتو فيليبيني
ألبرتو فيليبيني (بالإيطالية: Alberto Filippini)‏ هو لاعب كرة قدم إيطالي في مركز الهجوم، ولد في 10 أبريل 1987 في بريشا في إيطاليا. لعب مع أتالانتا ونادي بادوفا ونادي ساسولو ونادي ساليرنيتانا ونادي سبال ونادي فينيزيا ونادي كريمونيسي ونادي كومو.

## وصلات خارجية
- ألبرتو فيليبيني على موقع قاعدة بيانات كرة القدم.إي يو (الإنجليزية)
- ألبرتو فيليبيني على موقع Soccerway.com (الإنجليزية)